# Алтайські луки та тундра
Алтайські луки та тундра (ідентифікатор WWF: PA1001) — це наземний екорегіон, що охоплює високогір'я Алтайських гір у центрі «X», утвореного кордонами, що розділяють Росію, Казахстан, Китай і Монголію. Гірські вершини розташовані на півночі Центральної Азії, відокремлюючи рівнини Сибіру на півночі від гарячих сухих пустель на півдні. Висота вище 2400 метрів демонструє характеристики тундри з ділянками альпійських лук і деякими деревами безпосередньо під лінією дерев. Екорегіон розташований у біомі гірських лук і чагарників, а також у Палеарктичному царстві з вологим континентальним кліматом. Він займає площу 90 132 квадратні кілометри (34 800 миля2).

## Розташування та опис
Екорегіон охоплює високогір'я гірських хребтів на стику Росії, Казахстану, Китаю та Монголії, простягаючись приблизно на 700 км з північного заходу на південний схід і таку ж відстань з південного заходу на північний схід. Екорегіон розкиданий, охоплюючи гори вище верхньої межі лісу; нижчі висоти в цьому районі здебільшого розташовані в екорегіоні гірських лісів та лісостестепів Алтаю з більш високими температурами. Алтай розбитий на ряд хребтів, з Південним Алтаєм у Казахстані та Монгольським Алтаєм і Гобі-Алтаєм, що простягаються на південний схід.
Оскільки ці гори розташовані на відносно високій широті порівняно з іншими горами Центральної Азії, альпійські регіони починаються на нижчих висотах. Верхня межа лісу розташована на висоті 2400 м над рівнем моря, а снігова лінія — на висоті 3000 м над рівнем моря.

## Клімат
Клімат екорегіону — клімат тундри (класифікація кліматів Кеппена ET), у якому щонайменше один місяць має середню температуру, достатньо високу, щоб танув сніг (0 °C), але жодного місяця з середньою температура вище 10 °C.. У регіоні Високого Алтаю випадає середня кількість опадів близько 294 мм/рік. Середня температура −26 °C (−15 °F) у січні та 9,4 °C (48,9 °F) у липні.
| Кліматограма Алтайський край (48.5 N, 88.5 E)                                           | Кліматограма Алтайський край (48.5 N, 88.5 E) | Кліматограма Алтайський край (48.5 N, 88.5 E) | Кліматограма Алтайський край (48.5 N, 88.5 E) | Кліматограма Алтайський край (48.5 N, 88.5 E) | Кліматограма Алтайський край (48.5 N, 88.5 E) | Кліматограма Алтайський край (48.5 N, 88.5 E) | Кліматограма Алтайський край (48.5 N, 88.5 E) | Кліматограма Алтайський край (48.5 N, 88.5 E) | Кліматограма Алтайський край (48.5 N, 88.5 E) | Кліматограма Алтайський край (48.5 N, 88.5 E) | Кліматограма Алтайський край (48.5 N, 88.5 E) |
| --------------------------------------------------------------------------------------- | --------------------------------------------- | --------------------------------------------- | --------------------------------------------- | --------------------------------------------- | --------------------------------------------- | --------------------------------------------- | --------------------------------------------- | --------------------------------------------- | --------------------------------------------- | --------------------------------------------- | --------------------------------------------- |
| С                                                                                       | Л                                             | Б                                             | К                                             | Т                                             | Ч                                             | Л                                             | С                                             | В                                             | Ж                                             | Л                                             | Г                                             |
| 5.8 −20 −32                                                                             | 6.5 −18 −32                                   | 12 −12 −25                                    | 22 1 −12                                      | 36 9 −5                                       | 43 15 0                                       | 56 17 2                                       | 43 16 0                                       | 25 10 −5                                      | 19 1 −12                                      | 16 −10 −22                                    | 10 −17 −29                                    |
| Середня макс. і мін. температури повітря (°C) Атмосферні опади (мм), за рік : 294,3 мм. |                                               |                                               |                                               |                                               |                                               |                                               |                                               |                                               |                                               |                                               |                                               |

## Флора і фауна
Загалом рослинний світ Алтаю більш близький до арктичних видів, ніж більш південні гори Центральної Азії (Тянь-Шань, Гімалаї та Тибет). Одне дослідження 300 видів у регіоні показало, що 39 % мають арктичну спорідненість. У межах регіону рослинний світ значною мірою залежить від висотної поясності та рівнів висоти. У найвищій, «рівневій» зоні, де льодовики та оголені скелі ускладнюють життя, небагато видів. Субнівальний (високоальпійський) пояс представлений мохами, лишайниками і повзучими рослинами на широких площах високих плато. Низькоальпійська зона, розташована вище верхньої межі лісу, — це зона альпійських лук із березою карликовою (Betula rotundifolia) у більш вологих північних районах та осоково-луговими луками кобрезії (Kobresia) та осоки.
Через свою віддаленість у горах цього екорегіону мешкає багато вразливих видів ссавців, у тому числі значні популяції снігового барса (Panthera uncia), що перебуває під загрозою зникнення, євразійської рисі (Lynx lynx) і вразливої сибірської кабарги (Moschus moschiferus).

## Захист
Є низка національно охоронюваних територій, які принаймні частково входять до екорегіону:
- Катунський заповідник розташовується вздовж Катунського хребта Алтайських гір, переважно в Росії вздовж кордону з Казахстаном.
- Катон-Карагайський національний парк включає в себе частину гори Бєлуха, яка ділиться з Росією і сягає висоти 4506 метрів.
- Алтайський національний парк Таван Богд, на південь від Таван-Богд, на висоті 4374 метри, найвища гора в Монголії.